# Джон Теннер (статья)
«Джон Те́ннер» — статья Александра Пушкина, датируемая сентябрём 1836 года. Напечатано редактором Пушкиным с подписью The Reviewer (по-английски: «обозреватель», устаревшее «редактор журнала») в ж. «Современник» 1836 г., кн. III, стр. 205—256.
Статья посвящена вышедшей в 1830 году книге воспоминаний американца Джона Теннера, долгие годы прожившего среди индейцев: англ. «A Narrative of the Captivity and Adventures of John Tanner during Thirty Years Residence Among the Indians» (буквально: «рассказ о похищении и приключениях Джона Теннера во время тридцатилетнего пребывания среди индейцев»). Большую часть обширной статьи Пушкина занимает пересказ и перевод фрагментов воспоминаний Теннера.
В собрание сочинений А. С. Пушкина входит, начиная с посмертного издания 1841 г. (том VIII, стр. 250—307). Автограф неизвестен, поэтому основным источником текста является текст «Современника» 1836 года.

## Влияние Токвиля
Под влиянием прочтения в 1835 году нового Токвилевского трактата «Демократия в Америке» Пушкин затрагивает в статье нравы молодого государства — Соединённых Штатов Америки.
Отрывки из статьи в наше время цитируются в статьях о США, демократии, при этом используются разные по полярности оценки Пушкиным североамериканской действительности:
Одобрительная оценка
С некоторого времени Северо-Американские Штаты обращают
на себя в Европе внимание людей наиболее мыслящих. Не политические происшествия тому виною: Америка спокойно совершает своё поприще, доныне безопасная и цветущая, сильная миром, упроченным ей географическим её положением, гордая своими учреждениями. 
Отрицательная оценка
С изумлением увидели демократию в её отвратительном цинизме, в её жестоких предрассудках, в её нестерпимом тиранстве. Всё благородное, бескорыстное, всё возвышающее душу человеческую — подавленное неумолимым эгоизмом и страстию к довольству (comfort); большинство, нагло притесняющее общество; рабство негров посреди образованности и свободы; родословные гонения в народе, не имеющем дворянства; со стороны избирателей алчность и зависть; со стороны управляющих робость и подобострастие; талант, из уважения к равенству, принужденный к добровольному остракизму; богач, надевающий оборванный кафтан, дабы на улице не оскорбить надменной нищеты, им втайне презираемой: такова картина Американских Штатов, недавно выставленная перед нами. 